# ウェズリー・サルズバーガー
ウェズリー・サルズバーガー（Wesley Sulzberger、1986年10月20日 - ）は、オーストラリア、ローンセストン出身の自転車競技（ロードレース）選手。
兄のベルナード・サルズバーガーも選手。

## 来歴
タスマニア生まれ。2006年オーストラリアのコンチネンタルチームにアマチュア選手として入団、同年、チームメンバーとして来日しツールド北海道の第1ステージで優勝した。3年のキャリアを積んだ後、2009年プロデビュー。
プロ初年度にツアーダウンアンダーで総合5位、翌2010年にはグランプリドプルメレック-モルビハンで優勝。2012年にオルカ・グリーンエッジに移籍した後、2014年からは兄と同じドパックプロフェッショナルサイクリングに移籍した。
その後、2016年ツールド熊野で山岳賞を獲得し、同年引退。